# دید عقب (فیلم ۲۰۰۸)
«دید عقب» (انگلیسی: Hindsight (2008 film)) فیلمی در ژانر مهیج است که در سال ۲۰۰۸ منتشر شد. از بازیگران آن می‌توان به لئونور وارلا، جفری داناوان، و ریچارد ریلی اشاره کرد.